# Erik Fischer
 Der er flere personer med dette navn, se Erik Fischer (direktør).
Erik Adolf Fischer (8. oktober 1920 i København – 14. december 2011) var en dansk kunsthistoriker, som var inspektør ved Den Kongelige Kobberstiksamling på Statens Museum for Kunst fra 1948 og overinspektør ved samme institution fra 1964 til 1990.

## Karriere og forskning
Fischer blev student fra Østersøgades Gymnasium 1938 og mag.art. i kunsthistorie 1948 fra Københavns Universitet. Samme år blev han ansat som 2. inspektør og avancerede 1957 til 1. inspektør og 1964 til overinspektør. Han var på studieophold i Rom og Paris 1946-47 og foretog derefter årlige studierejser til forskellige lande. Erik Fischers livslange indsats har medvirket til at gøre Kobberstiksamlingen og dens forskningsaktivitet kendt i udlandet. Hans eget kunsthistoriske speciale har især været forskning i Melchior Lorck, Albrecht Dürers kobberstik og raderinger og C.W. Eckersbergs perspektiv- og proportionsstudier.
Fischer var også lektor ved Københavns Universitet 1964-1990, hvor hans undervisning har haft vidtrækkende betydning for flere generationer af danske kunsthistorikere.
Et udvalg af hans artikler er samlet af Per Kirkeby i Billedtekster (1988) og i 2009 udkom på Forlaget Vandkunsten de første fire bind af fembindsværket Melchior Lorck skrevet af Erik Fischer under medvirken af kunsthistorikerne Mikael Bøgh Rasmussen og Ernst Jonas Bencard.
Fischer har haft en lang række tillidshverv. Han var den første formand for Statens Kunstfonds billedkunstneriske udvalg 1965-67, jurymedlem ved IX og X Triennale i Milano 1951 og 1954, medlem af Forsvarsministeriets kunstneriske udvalg 1955-65, medlem af bestyrelsen for Rumps Legat 1958, kommissær for dansk deltagelse i Biennalen i Venedig 1958 og 1964, medlem af arbejdsudvalget for udstillingen Dansk Guldalder, Stockholm 1964, medlem af Folketingets kunstudvalg 1967, af repræsentantskabet for Statens Kunstfond 1968, af den danske UNESCO nationalkomité 1970-73, af bestyrelsen for Dronning Margrethes og Prins Henriks Fond 1970 samt præsident for International Advisory Committee of Keepers of Public Collections of Graphic Art fra 1971.
Erik Fischer er blevet portrætteret flere gange, således bl.a. af Bjørn Nørgaard og af Pia Schutzmann.

## Hæder
- 1968: Ridder af Dannebrog
- 1973: Klein-prisen
- 1983: Amalienborg-prisen (1. gang)
- 1989 N.L. Høyen Medaljen
- 1989: Prisen fra Selskabet til de skjønne og nyttige Videnskabers Forfremmelse (af Det Danske Akademi)
- 1990: Ingenio et arti
- 1991: Æresdoktor ved Københavns Universitet
- 1997: Dannebrogordenens Hæderstegn
- 2000: Æresmedlem af Det Kongelige Akademi for de Skønne Kunster
- 2000: Højesteretssagfører C.L. Davids Fødselsdagslegat
- 2002: Amalienborg-prisen (2. gang)
- Den Kongelige Belønningsmedalje
- Ridder af Nordstjerneordenen

### Om Melchior Lorck
- Melchior Lorck. Drawings from the Evelyn Collection at Stonor Park, England and from the Department of Prints and Drawings, the Royal Museum of Fine Arts, Copenhagen, Copenhagen 1962
- Melchior Lorck. En dansk vagants levnedsløb i det 16. aarhundrede, in: Fund og Forskning, XI, København 1964, pp. 33–72; summary in German, pp. 176–180. Online version Arkiveret 19. juli 2011 hos  Wayback Machine
- Von weiteren Kopien nach Melchior Lorck nebst einem Exkurs über die Protoikonographie der Giraffe, in: Nordelbingen, Band 43, Heide in Holstein 1974, pp. 81–92
- Melchior Lorck, in: Biographisches Lexikon für Schleswig-Holstein und Lübeck, Band 6, Neumünster 1982, pp. 174–180
- Melchior Lorck, in: Dansk Biografisk Leksikon, 3.udg., vol. 9, Copenhagen 1981, pp. 112–15; reprinted without the bibliography in Erik Fischer: Billedtekster, København 1988, pp. 11–18
- Ein Künstler am Bosporus: Melchior Lorch, in: Sievernich, Gereon and Budde, Hendrik (eds.): Europa und der Orient, 800–1900, Bertelsmann, Gütersloh 1989, pp. 794–798
- Melchior Lorck i Tyrkiet (Den kgl. Kobberstiksamling, Lommebog 49-50), København 1990; English translation of the text: Melchior Lorck in Turkey
- Danskeren Melchior Lorck som kejserlig tegner i 1550ernes Konstantinopel, in: Folsach, K. von inter al. (eds.): Den Arabiske Rejse. Danske forbindelser med den islamiske verden gennem 1000 år, Århus 1996, pp. 30–43
- Melchior Lorck, in: Weilbachs Kunstnerleksikon, vol. V, København 1996, pp. 152–154 Fischer, Erik: ‘Melchior Lorichs’, s.v., in: The Dictionary of Art, 19, 1996, pp. 661–663
- Erik Fischer, Ernst Jonas Bencard og Mikael Bøgh Rasmussen, Melchior Lorck, Vol. 1-5, Vandkunsten Publishers og The Royal Library, Copenhagen 2009-1010.

### Andet
- Note on a possible relation between Silos and the Cathedral of Ribe in the XIIth century, in: Classica et Mediaevalia Vol. IX, 1948.
- Eine Zeichnung der Krone Rudolfs II, in: Kunstmuseets Aarsskrift XXXVII, 1950, s. 74-78.
- Casolanis Lisabetta, eller betragtning af døden, in: Kunstmuseets Aarsskrift XXXVII, 1950, s. 106-114.
- Fire franske illustratorer: et essay, Ringkjøbing: A. Rasmussen, 1952, 40 s.
- Seks Aarhundreders europæisk Tegnekunst. Udvalgte arbejder fra Den kgl. Kobberstiksamling, København: Schønberg, 1953, 113 s.
- Sandro Botticelli (Malerkunstens mestre), København: Gyldendal, 1954.
- Rubens (Malerkunstens mestre; 11), København: Gyldendal, 1955.
- Pieter Bruegel den ældre (Malerkunstens mestre; 12), København: Gyldendal, 1955.
- Moderne dansk Grafik 1940-1956 (Kunst i Danmark), København, 1957, 22 s., 108 tav.
- Om billedkunst, København: Munksgaard, 1960, 78 s. Genudgivet 1991 hos Bløndal, Hellerup.
- Povl Christensen. (Danske Grafikere; 2), København: Carit Andersens Forlag, 1961, 48 s.
- Johannes Aabenbaring som blokbog, in: Fund og Forskning IX, 1962, s. 7-36.
- Jacopo Bassano 1518/19-1592: stående ko, profil mod venstre: liggende ko, profil mod venstre, in: Kunstmuseets Årsskrift XLIII-L (1956-1963), s. 122-124 & s.155-56.
- Om nogle danske guldaldertegninger, in: Guldalderen i dansk kunst, red. Bo Lindwall, København: Gyldendal, 1964, s. 56-85.
- Svend Wiig Hansen: XXXII. Biennale Venezia 1964. Sydslesvigs danske Kunstforening, Flensborg, 1965, 14 s.
- The dream of Arcadia and the sleep of reason, in: Stil und Überlieferung in der Kunst des Abendlandes, Bd. 3, Berlin (West), 1967, s. 3-9.
- Europæisk grafik: et billedudvalg, (Kobberstiksamlingens billedhæfter; 1), København: Den kongelige Kobberstiksamling, Statens Museum for Kunst, 1970.
- Palle Nielsen: Orfeus og Eurydike: Første del. 53 linoleumssnit, København: Hans Reitzel, 1959, 8 s. 53 tvl. (engelsk udgave 1970).
- Albrecht Dürer : kobberstik og raderinger (Kobberstiksamlingens billedhæfter; 2), København: Den kongelige Kobberstiksamling, Statens Museum for Kunst, 1971.
- Orpheus and Calaïs: on the subject of Giorgione's concert campêtre, in: Liber amicorum Karel G. Boon, Amsterdam, 1974, s. 71-78.
- Abildgaard's Filoktet og Lessing's Laokoon, in: Kunstmuseets Årsskrift LXII 1975, s.77-102.
- Herbert Melbye's samling: en illustreret oversigt (Kobberstiksamlingens Udstilling; 159), København: Statens Museum for Kunst, 1977, 79 s.
- Fra Ole Kielberg's verden (Lommebog; 4), Den Kongelige Kobberstiksamling, Statens Museum for Kunst, København, 1977, 16 s.
- Om forholdet mellem provinskunstmuseerne og Statens Museum for Kunst, in: Kunst og Museum årg.12 no. 2 efterår 1977, s. 39-46
- G. B. Piranesi: 3 tegninger. 3 drawings (Lommebog; 6) København: Den kongelige Kobberstiksamling, Statens Museum for Kunst, 1978, 16 s.
- Povl Christensen: den blå fugl (Lommebog; 9) København: Den kongelige Kobberstiksamling, Statens Museum for Kunst, 1979, 16 s.
- Om kunsthistorie (Det kongelige danske videnskabernes Selskabs pjeceserie. Grundvidenskaben i dag; 23), København: Folkeuniversitetet, 1980, 26 s. Genudgivet 1991 hos Bløndal, Hellerup.
- Glemte billeder: Den danske grafiks verden 1850-1910 (Lommebog; 13), København: Den kongelige Kobberstiksamling, Statens Museum for Kunst, 1980, 18 s.
- Litografiet i Frankrig: begyndelsen (Lommebog; 16) (m. Jan Garff og Allis Johannesen), København: Den kongelige Kobberstiksamling, Statens Museum for Kunst, 1981, 16 s.
- Købke på Blegdammen og ved Sortedamssøen (m. Kasper Monrad), København: Statens Museum for Kunst 1981, 44 s.
- Omkring Fredrik Magnus Piper: to essays (Lommebog; 20) (m. Sven-Ingvar Andersson) København: Den kongelige Kobberstiksamling, Statens Museum for Kunst 1982, 16 s.
- Per Kirkeby: 6 kobbertryk, linoleumstryk, træsnit, København: Susanne Ottesen, 1983, 16 s.
- Frede Christoffersen: sort hvide billeder, København: Brøndum, 1983, 5 s.
- Om Eckersbergs altertavle i Frederiksberg kirke: tydning og tolkning, in: Otte kanter af en kirke: ved Frederiksberg kirkes 250 års jubilæum, red.: Annette Eilschou Holm og Fritz Haack, Frederiksberg: Frederiksberg Kirkes Menighedsråd & Historisk- topografisk Selskab for Frederiksberg, 1983, s. 24-41.
- Tegninger af C.W. Eckersberg (Kobberstiksamlingens billedhefter; 5), København: Den kgl. Kobberstiksamling, Statens Museum for Kunst, 1983, 227 s.
- Passion. Om lidelser og billeder (Lommebog; 27), København: Den kongelige Kobberstiksamling, Statens Museum for Kunst 1984, 15 s.
- Mentzel – og bogen om Frederik den Store (Lommebog; 33), København: Den kongelige Kobberstiksamling, Statens Museum for Kunst 1985, 16 s.
- Jane Muus (Lommebog; 35), København: Den Kongelige Kobberstiksamling, Statens Museum for Kunst, 1986, 16 s.
- Billedverdener og verdensbilleder i 1500-tallets grafik: essays (Lommebog; 37) (m. Jacob Wamberg), København: Den kongelige Kobberstiksamling, Statens Museum for Kunst, 1987, 15 s.
- The enchanted city: graphics by Palle Nielsen (Printwork; 1), Willimantic, Conn.: Curbstone press, 1987, 71 s.
- Om Eckersbergs billeder af Thorvaldsens ankomst til København den 17.september 1838, in: Meddelelser fra Thorvaldsens Museum 1989: På Klassisk Grund, s. 224-236 & s. 368-369.
- Helge Bertram (1919-1988) (Lommebog; 45), København: Statens Museum for Kunst, 1990, 16 s.
- Den etiske forventning, in: Kritik 96, 1991, s. 16-21.
- Wiig Hansen: mennesket det ensomme dyr, København: Kunstforeningen, 1991, 28 s.
- C.W. Eckersberg: his mind and times (Format: vol.11), Hellerup: Edition Bløndal, 1993, 135 s.
- Om at se rigtigt på Leonardo: et par forsøg, in: Fra Egtvedpigen til Folketinget: et festskrift til Hendes Majestæt Dronning Margrethe II ved regeringsjubilæet 1997, red. af Poul Lindegård Hjorth, Erik Dal og David Favrholdt, København: Det Kongelige Danske Videnskabernes Selskab, 1997, s. 51-79.
- Regarding Leonardo, The Statens Museum for Kunst journal vol. 2, 1998, s. 6-31.

Mange af teksterne er samlet i: "Billedtekster, udvalg og forord" ved Per Kirkeby, København: Hans Reitzels Forlag, 1988.

### Festskrifter
- Festschrift to Erik Fischer, European drawings from six centuries, red. Villads Villadsen et al., København: Statens Museum for Kunst 1990.
- Kunstværkets krav, 27 fortolkninger af danske kunstværker, red. Ernst Jonas Bencard, Anders Kold & Peter S. Meyer, København: Fogtdal 1990.